# Strade provinciali della provincia di Pisa
Questo è l'elenco delle strade provinciali nel territorio della provincia di Pisa.
| Numero   | Denominazione                  | Percorso | Lunghezza (km) |
| -------- | ------------------------------ | --- | -------------- |
|          | Botte                          | Innesto con la S.P. n. 2 a San Giovanni alla Vena - Zona industriale della Botte - Case Bianche - Innesto con la S.S. n. 67 a Fornacette | 2,370          |
|          | Vicarese                       | Innesto con la S.R. n. 439 a Calcinaia - San Giovanni alla Vena - Vicopisano - Cucigliana - Uliveto Terme - Mezzana - Ghezzano - Pisa | 19,830         |
|          | Bientina Altopascio            | Innesto con la S.P. n. 15 (LU) a Altopascio - Cascine di Buti - Bientina - Innesto con la S.P. n. 25 a Zona industriale Sardina Calcinaia | 11,500         |
|          | Orentanese                     | Innesto con la S.P. n. 3 Via di Chiesa - Orentano - Innesto con la S.P. n. 17 (LU) a Lelli | 5,060          |
|          | Francesca                      | Innesto con la S.R. n. 439 a Pontedera - Montecalvoli - Ponticelli - Castelfranco di Sotto - Santa Croce sull'Arno | 11,050         |
|          | Giuncheto                      | Innesto con la S.P. n. 65 a San Romano - Innesto con la S.P. n. 44 a Ponte a Egola | 5,080          |
|          | San Miniato                    | Innesto con la S.S. n. 67 a San Miniato Basso - San Miniato | 1,070          |
|          | Valdinievole                   | Innesto con la S.P. n. 439 a Pontedera - Santa Colomba - Quattro Strade - Staffoli - Innesto con la S.P. n. 15 (FI) a Galleno | 13,900         |
|          | San Jacopo                     | Innesto con la S.P. n. 30 a Pontasserchio - Sant'Andrea in Pescaiola - Madonna dell'Acqua - Pisa | 4,725          |
|          | Vecchianese                    | Innesto con la S.P. n. 30 a Pontasserchio - Vecchiano - Nodica - Migliarino - Innesto con la S.S. n. 1 a nord di Migliarino | 6,300          |
|          | Colline per Legoli             | Innesto con la S.S. n. 67 a Pontedera - Il Romito - Val di Cava - Treggiaia - Forcoli - Baccanella - Legoli - Innesto con la S.P. n. 15 (FI) a Castelfalfi | 24,925         |
|          | Colline per Livorno            | Innesto con la S.R. n. 439 a Ponsacco. - Perignano - Le Casine - Quattro Strade - Cenaia - Valtriano - Innesto con la S.P. n. 1 (LI) a Collesalvetti | 11,650         |
|          | Commercio                      | Innesto con la S.S. n. 68 a San Martino - Riparbella - Castellina Marittima - Pomaia - Pastina - Santa Luce - Sant'Ermo - Casciana Alta - Casciana Terme - Soianella - Innesto con la S.R. n. 439 a Ponsacco                                                                                            | 53,240         |
|          | Miemo                          | Innesto con la S.S. n. 439 a La Sterza - Miemo - Innesto con la S.S. n. 68 a Casino di Terra | 25,340         |
|          | Volterana                      | Innesto con la S.S. n. 68 a Volterra - Innesto con la S.P. n. 4 (FI) a Villamagna | 13,400         |
|          | Monte Volterrano               | Innesto con la S.S. n. 68 a Volterra - Innesto con la S.S. n. 439 vicino a Montecatini Val di Cecina | 6,800          |
|          | Valli di Pavone e Cecina       | Innesto con la S.S. n. 439 a Castelnuovo di Val di Cecina - Innesto con la S.P. n. 35 (SI) | 8,900          |
|          | dei 4 comuni                   | Innesto con la S.P. n. 329 a Canneto - Gabella - Innesto con la S.S. n. 68 a Casino di Terra | 17,700         |
|          | Camminata                      | Innesto con la S.P. n. 15 (LI) a Bibbona - Casale Marittimo - Innesto con la S.S. n. 68 a Ponteginori | 15,820         |
|          | Lodano                         | Innesto con la S.P. n. 329 a Canneto - Innesto con la S.R. n. 398 vicino a Frassinelle | 10,040         |
|          | Pian della Tora                | Innesto con la S.P. n. 13 alla Località Tartaglia - I Greppoli - Lorenzana - Laura - Acciaiolo - Luciana - Innesto con la S.R. n. 206 a Torretta Vecchia | 8,900          |
|          | Via del Mare                   | Innesto con la S.P. n. 224 a San Piero a Grado - Innesto con la S.S. n. 1 a Stazione di Tombolo | 4,610          |
|          | Gello                          | Innesto con la S.R. n. 439 a Ponsacco - Le Melorie - Gello - Innesto con la S.R. n. 67 a Fornacette | 6,000          |
|          | Arnacciocalci                  | Innesto con la S.P. n. 30 a La Corte - Zambra - Navacchio - Innesto con la S.R. n. 206 ad Arnaccio | 11,550         |
|          | Vicopisano Santa Maria a Monte | Innesto con la S.P. n. 2 a San Giovanni alla Vena - Vicopisano - Bientina - Quattro Strade - Santa Maria a Monte - Innesto con la S.P. n. 5 a Ponticelli |                |
|          | Santo Pietro Belvedere         | Innesto con la S.P. n. 13 a Ripoli - Santo Pietro Belvedere - Innesto con la S.R. n. 439 a Capannoli | 9,200          |
|          | di Montecastelli               | Innesto con la S.R. n. 439 a Pomarance - San Dalmazio - Montecastelli Pisano - Innesto con la S.P. n. 29 (SI) a Casotto | 18,100         |
|          | dei 3 comuni                   | Innesto con la S.P. n. 14 (LI) alla Zona industriale Poggio Gagliardo - Montescudaio - Guardistallo - Innesto con la S.P. n. 14b (LI) a Casale Marittimo | 17,520         |
|          | Val di Cecina                  | Innesto con la S.P. n. 28 a San Martino - Innesto con la S.R. n. 68 a San Martino | 4,500          |
|          | Lungomonte pisano              | Innesto con la S.P. n. 24 a La Corte - Gabella - Asciano - San Giuliano Terme - Orzignano - Innesto con la S.P. n. 10 a Pontasserchio | 17,530         |
|          | Lungomonte                     | Innesto con la S.S. n. 439 a Pontasserchio - Avane - Filettole - Ripafratta | 17,530         |
|          | Cucigliana Lorenzana           | Innesto con la S.P. n. 21 a Laura - Botteghino - Lavoria - Cascina - Innesto con la S.P. n. 2 a Cucigliana | 15,944         |
|          | Montecatini Val di Cecina      | Innesto con la S.S. n. 439 vicino a Montecatini Val di Cecina - Montecatini Val di Cecina - Innesto con la S.S. n. 68 a Ponteginori | 13,400         |
|          | Castellina Marittima/Le Badie  | Innesto con la S.P. n. 13 a Castellina Marittima - Spicciano - Innesto con la S.R. n. 206 alla Stazione di Castellina Marittima | 7,750          |
|          | Castelfranco Staffoli          | Innesto con la S.P. n. 8 a Staffoli - Innesto con la S.P. n. 5 a Castelfranco di Sotto | 7,500          |
|          | Colline di Lari                | Innesto con la S.R. n. 206 a Collesalvetti - Fauglia - Botteghino - Tripalle - Crespina - Lari - Querceto - Innesto con la S.P. n. 13 a Cevoli | 17,500         |
|          | Palaiese                       | Innesto con la S.S. n. 67 a Montopoli in Val d'Arno - Chiecinella - Palaia - Villa Saletta - Innesto con la S.P. n. 11 a Forcoli | 19,050         |
|          | Colline per San Luce           | Innesto con la S.P. n. 13 a Santa Luce - Pieve Santa Luce - Orciano Pisano - Innesto con la S.R. n. 206 alla Stazione di Orciano | 8,800          |
|          | di Buti                        | Innesto con la S.P. n. 2 a San Giovanni alla Vena - Vicopisano - Buti - La Croce - Innesto con la S.R. n. 439 a Cascine di Buti | 7,700          |
|          | San Miiniato - San Lorenzo     | San Miniato - La Serra - Innesto con la S.P. n. 36 a Chiecinella | 10,900         |
|          | Isola San Miniato              | Isola - La Scala - San Miniato | 4,185          |
|          | Peccioli                       | Innesto con la S.P. n. 11 vicino a Montefoscoli - Innesto con la S.S. 439 a La Rosa | 5,200          |
|          | Terricciola                    | Innesto con la S.R. n. 439 a Selvatelle - Terricciola - Innesto con la S.P. n. 48 a La Pieve | 9,450          |
|          | di Orciano                     | Innesto con la S.P. n. 11 ter (LI) a Collina Alta - Orciano Pisano - Lorenzana - Innesto con la S.P. n. 21 a Laura | 10,300         |
|          | Santa Croce a Ponte a Egola    | Santa Croce sull'Arno - San Donato - Innesto con la S.P. n. 65 a Ponte a Egola | 2,700          |
|          | Lajatico                       | Innesto con la S.R. n. 439 alla Zona artigianale La Sterza - Lajatico - Orciatico - Innesto con la S.R. n. 439 vicino a Orciatico |                |
|          | Perig. Lari Casciana           | Innesto con la S.P. n. 13 a Casciana Alta - Croce - Gramugnana - Lari - Orceto - Innesto con la S.P. n.12 a Le Cascine |                |
|          | Micciano                       | Innesto con la S.P. n. 19 a Ponteginori - Micciano - Innesto con la S.R. n. 439 a Pomarance | 20,300         |
|          | Montevaso                      | Innesto con la S.P. n. 13 a Casciana Terme - La Pieve - Chianni - Innesto con la S.P. n. 13 a Castellina Marittima | 23,240         |
|          | Leccia e Lustignano            | Innesto con la S.R. n. 439 a Sasso Pisano - Leccia - Innesto con la S.P. n. 329 vicino a Serrazzano | 10,500         |
|          | Montaione                      | Innesto con la S.S. n. 67 a Ponte a Egola - Palagio - La Serra - Fornacino - Innesto con la S.P. n. 76 (FI) a Corazzano |                |
|          | Rosignanina                    | Innesto con la S.P. n. 13 a Santa Luce - Lago di Santa Luce - Innesto con la S.R. n. 206 a Riascio | 7,000          |
|          | Casole                         | Innesto con la S.R. n. 68 a Castel San Gimignano - Innesto con la S.P. n. 27 (SI) a Il Merlo | 4,500          |
|          | del Cornocchio                 | Innesto con la S.R. n. 68 a Castel San Gimignano - Innesto con la S.P. n. 62 (FI) in località Cantiati | 6,850          |
|          | Bonifica del Tiglio            | Innesto con la S.P. n. 3 a Caccialupi - Innesto con la S.R. n. 439 a Caccialupi | 1,000          |
|          | Pian del Pruno                 | Primo tratto (interamente asfaltato): Innesto con la S.P. n. 14 Via di Miemo - Innesto con la S.P. n. 48 a Garetto Secondo tratto (in larga parte la sede stradale non è asfaltata e il transito ai veicoli è interdetto): Innesto con la S.P. n. 48 a Garetto - Innesto con la S.P. n. 13 a Santa Luce | 3,950 12,400   |
|          | del Monteserra                 | Innesto con la S.P. n. 30 a Montemagno - Calci - Tre Colli - Innesto con la S.P. n. 38 a Buti |                |
|          | del Poggetto                   | Innesto con la S.P. n. 18 a Casino di Terra - Guardistallo - Innesto con la S.P. n. 14 (LI) alla Zona industriale Poggio Gagliardo | 11,970         |
|          | Biscottino                     | Innesto con la S.S. n. 67 bis a Biscottino - Palazzi - Innesto con la S.S. n. 1 all'Aeroporto di Pisa | 7,000          |
|          | delle palanche                 | Innesto con la S.P. n. 9 a Madonna dell'Acqua - Innesto con la S.S. n. 1 a Madonna dell'Acqua | 1,700          |
|          | Poggiberna                     | Innesto con la S.R. n. 206 alla Stazione di Castellina Marittima - Innesto con la S.P. n. 13 a Pomaia | 7,200          |
|          | Molina di Quosa                | | 6,910          |
|          | di Vecchienne                  | Innesto con la S.P. n. 49 a Sasso Pisano - Innesto con la S.R. n. 398 al Lago Boracifero | 5,100          |
|          | Collemontanino                 | Innesto con la S.P. n. 13 a Sant'Ermo - Ceppato - Parlascio - Collemontanino | 6,600          |
|          | la Fila                        | Innesto con la S.P. n. 11 a Sant'Andrea - Peccioli - Innesto con la S.R. n. 439 a La Rosa | 7,680          |
|          | Romanina                       | Innesto con la S.P. n. 30 aInnesto con la S.P. n. 6 a Castelfranco di Sotto - Innesto con la S.P. n. 66 alla Zona industriale Fontanelle | 3,100          |
|          | nuova Francesca                | Innesto con la S.P. n. 5 a Ponticelli - Zona industriale Via dei Lancioni - Innesto con la S.P. n. 11 (FI) alla Zona industriale Taccino | 7,940          |
|          | Tosco/Romagnola                | |                |
| SRT      | Tosco Romagnola                | |                |
|          | Variante Ponsacco              | | 5.060          |
|          | Variante Romito                | |                |
|          | di Marina di Pisa              | Innesto con la S.R. n. 1 a Pisa - San Piero a Grado - Marina di Pisa - Tirrenia - Calambrone - Innesto con la S.P. n. 224 (LI) a Livorno |                |
|          | Passo di Bocca di Valle        | Innesto con la S.R. n. 439 a Bagno al Morbo - Serrazzano - Canneto - Monteverdi Marittimo - Innesto con la S.P. n. 329 (LI) a Sassetta |                |
| SP 30dir | Via di Ripafratta              | Innesto con la S.P. n. 30 a Filettole - Innesto con la SRT 12 a Ripafratta | 0,5            |
| CNR      | CNR                            | |                |